# Sainte-Colombe (Rhône)
Pour les articles homonymes, voir Sainte-Colombe et Sainte Colombe.
Sainte-Colombe-lès-Vienne redirige ici.
Sainte-Colombe est une commune française située dans le département du Rhône en région Auvergne-Rhône-Alpes.

## Géographie
Sainte-Colombe est située à 30 km au sud de Lyon, sur la rive droite du Rhône, en face de la ville de Vienne (Isère). Relevant de l'aire urbaine de Vienne et de son unité urbaine, Sainte-Colombe fait partie depuis le 1er janvier 2018 de la communauté d'agglomération Vienne Condrieu Agglomération.

### Transports en commun
La commune est desservie par la ligne 134 du réseau de bus L'va.

### Climat
Pour des articles plus généraux, voir Climat d'Auvergne-Rhône-Alpes et Climat du Rhône.
En 2010, le climat de la commune est de type climat du Bassin du Sud-Ouest, selon une étude du Centre national de la recherche scientifique s'appuyant sur une série de données couvrant la période 1971-2000. En 2020, Météo-France publie une typologie des climats de la France métropolitaine dans laquelle la commune est dans une zone de transition entre le climat semi-continental et le climat de montagne et est dans la région climatique  Nord-est du Massif Central, caractérisée par une pluviométrie annuelle de 800 à 1 200 mm, bien répartie dans l’année. 
Pour la période 1971-2000, la température annuelle moyenne est de 12,1 °C, avec une amplitude thermique annuelle de 17,9 °C. Le cumul annuel moyen de précipitations est de 820 mm, avec 8,4 jours de précipitations en janvier et 5,9 jours en juillet. Pour la période 1991-2020, la température moyenne annuelle observée sur la station météorologique de Météo-France la plus proche, « Reventin », sur la commune de Reventin-Vaugris à 7 km à vol d'oiseau, est de 12,9 °C et le cumul annuel moyen de précipitations est de 775,7 mm,. Pour l'avenir, les paramètres climatiques de la commune estimés pour 2050 selon différents scénarios d'émission de gaz à effet de serre sont consultables sur un site dédié publié par Météo-France en novembre 2022.

## Urbanisme

### Typologie
Au 1er janvier 2024, Sainte-Colombe est catégorisée centre urbain intermédiaire, selon la nouvelle grille communale de densité à sept niveaux définie par l'Insee en 2022.
Elle appartient à l'unité urbaine de Vienne, une agglomération inter-départementale regroupant 25  communes, dont elle est une commune de la banlieue,,. Par ailleurs la commune fait partie de l'aire d'attraction de Lyon, dont elle est une commune de la couronne,. Cette aire, qui regroupe 397 communes, est catégorisée dans les aires de 700 000 habitants ou plus (hors Paris),.

### Occupation des sols
L'occupation des sols de la commune, telle qu'elle ressort de la base de données européenne d’occupation biophysique des sols Corine Land Cover (CLC), est marquée par l'importance des territoires agricoles (36,3 % en 2018), une proportion identique à celle de 1990 (36,3 %). La répartition détaillée en 2018 est la suivante : 
zones urbanisées (28,2 %), forêts (22,5 %), zones agricoles hétérogènes (19,2 %), terres arables (17,1 %), eaux continentales (6,9 %), zones industrielles ou commerciales et réseaux de communication (6,1 %). L'évolution de l’occupation des sols de la commune et de ses infrastructures peut être observée sur les différentes représentations cartographiques du territoire : la carte de Cassini (XVIIIe siècle), la carte d'état-major (1820-1866) et les cartes ou photos aériennes de l'IGN pour la période actuelle (1950 à aujourd'hui).

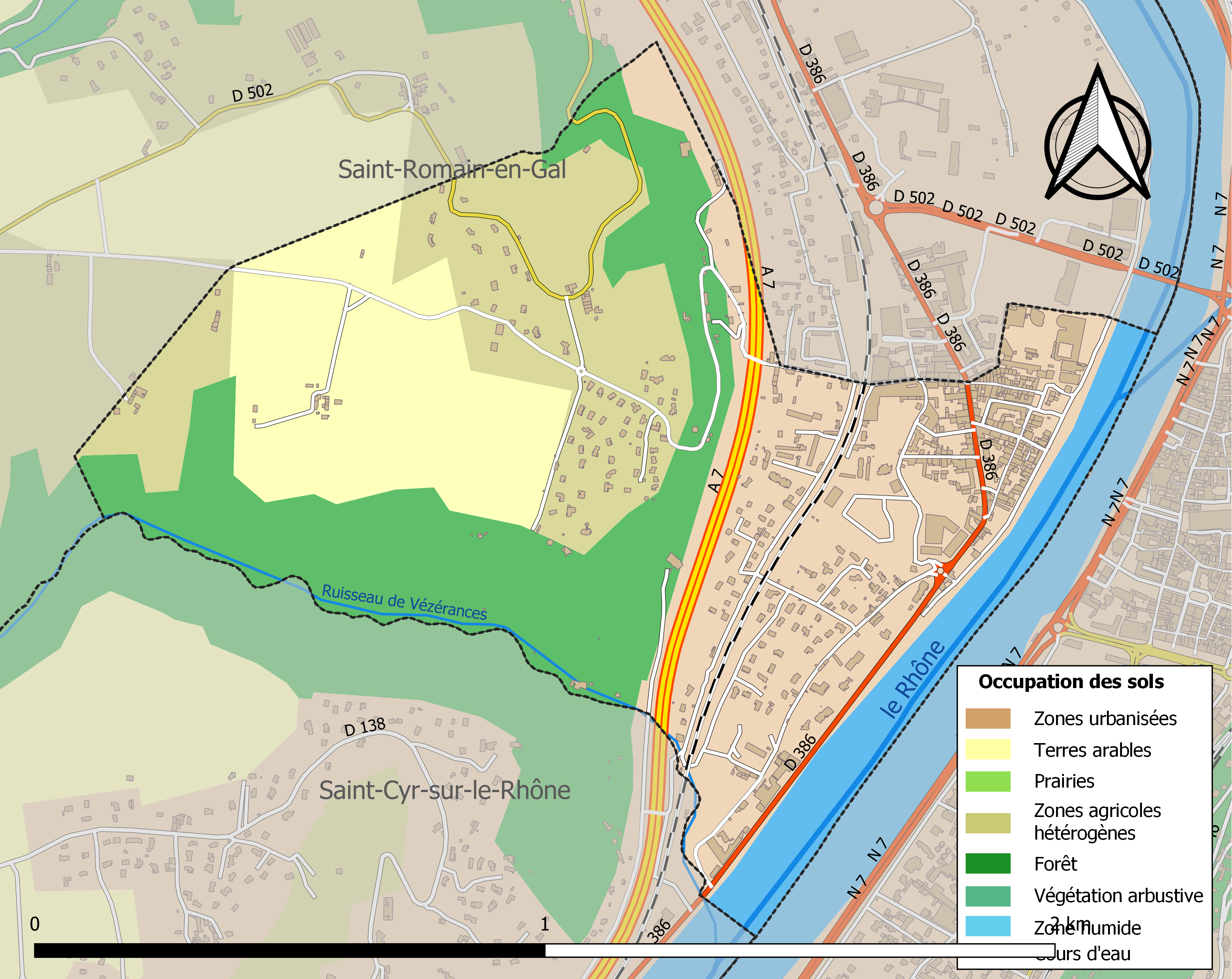
Carte des infrastructures et de l'occupation des sols de la commune en 2018 (CLC).

## Histoire
La commune abrite un riche patrimoine gallo-romain - qui se prolonge au nord sur Saint-Romain-en-Gal après un espace vide de quelques hectares.

### Antiquité
Autour de la Vienna Allobrogum, la plus ancienne trace d'occupation connue sur la rive droite 
(côté ouest) du Rhône est un dépotoir situé sur la terrasse würmienne (une terrasse glaciaire) de Sainte-Colombe, 
daté du milieu du Ier siècle av. J.-C. 
c'est-à-dire plus de 50 ans après les premières installations dans la plaine. En effet, jusque là le Rhône occupe tous les fonds de vallée et les berges sont instables.
Dans le deuxième quart du IIe siècle av. J.-C. le régime du  Rhône change : sa berge se décale vers l'ouest et à partir du milieu du siècle ses eaux les plus hautes n'atteignent plus la cote 150 ; conjointement, les Allobroges (dont Vienne est la capitale) sont soumis en 121 av. notre ère. Auguste (27 av. J.-C. - 14 apr. J.-C.) réorganise la Province à la fin du Ier s. avant J.-C., Vienne est confirmée dans son rôle de chef-lieu d'un vaste territoire. Il existe alors une forte volonté politique d'agrandir la ville en établissant dans la plaine du Rhône des quartiers péri-urbains neufs sur sol rehaussé artificiellement de 1,5 à 3 m (le quartier sud en rive gauche, et le quartier de Saint-Romain-en-Gal en rive droite). Un programme d'urbanisme ambitieux bâtit en cinquante ans 60 ha dans une plaine et Vienna Allobrogum s'étend de part et d'autre du Rhône. Sainte-Colombe est relié à Vienna Allobrogum par le pont sud, édifié à la période flavienne (69 à 96).
L'endroit est à une trentaine de kilomètres au sud de Lyon, en bordure de la voie de la Narbonnaise (édifiée par Agrippa vers 10 avant J-C) et du Rhône.
Deux sites proches ont été fouillés dans le centre de Sainte-Colombe : Sainte-Colombe - Bourg, et le site des Petits Jardins qui se trouve juste à l'ouest de la voie de la Narbonnaise longeant le site du Bourg. Ces deux îlots ont une évolué de façon synchrone du début du Ier siècle apr. J.-C. jusqu'au début du IIIe siècle.

#### Les Petits Jardins
Des fouilles préventives ont démarré en 2016 à l'occasion de travaux de voirie sur la parcelle dite des « Petits Jardins ». Cette parcelle se trouve entre le chemin de fer, qui la longe à l'ouest, et le Rhône à 100 m de sa pointe sud-est, 700 m en aval du pont de la D502 (le « pont sud ») et 700 m en aval de la passerelle face à la halte fluviale de Sainte-Colombe. Bordée au sud par la rue du Cimetière et à l'est par la rue des Petits Jardins (simple chemin jusqu'en 2017), la parcelle fouillée est maintenant parcourue par la rue des Chardonnerets qui y fait une boucle. 4 050 m2 d'un quartier suburbain antique ont été mis au jour.
Ce site est occupé durant tout le Haut-Empire. L'occupation, d'abord modeste, réunit quelques habitations avec des boutiques en façade le long de la grande voie et des espaces domestiques à l'arrière, souvent un grand espace ouvert de type cour avec parfois un portique.
Ier siècle
Entre Tibère (14 à 37) et Claude (41 à 54), le quartier se développe avec des îlots perpendiculaires à la voie ; les techniques de construction des habitations sont meilleures. 

Certains îlots sont reconstruits au milieu du Ier siècle ; de cette époque — années 1950-70 — date la réutilisation d'un lot de 32 amphores Dressel 20 comme vide sanitaire sur une petite surface de 3 m2 (2 × 1,50 m) dans l'îlot nord, entre la rue Garon au sud (face à la passerelle) et la rue du Salin au nord. Pourtant le quartier est construit sur une terrasse wurmienne donc le terrain est naturellement bien drainé ; ce qui pose la question de la cause de ce soin particulier apporté à l'isolation du sol sur une si petite surface.
Tout le quartier est reconstruit à l'époque flavienne (69 à 96),.
IIe siècle
Au IIe siècle le site est organisé autour d'une riche domus encadrant un jardin de 900 m2 ; le rez-de-chaussée est occupé par des espaces commerciaux publics et le premier étage par des habitations privées. Un petit établissement de thermes au sud du site est peut-être des thermes de quartier. Les espaces commerciaux donnant sur la grande voie incluent deux fullonicae et ce qui est peut-être une taverne, et les vestiges accumulés dans une canalisation suggèrent la proximité d'un atelier de tabletterie et de bronzier.
IIIe siècle
Au début du IIIe siècle, le site des Petits Jardins est totalement détruit par un second incendie. Une partie du site est reconstruite, l'autre est transformée en nécropole. Le quartier est totalement abandonné au début du IVe siècle (le quartier de Saint-Romain-en-Gal est abandonné entre le milieu du IIIe siècle et le milieu du IVe siècle).
L'abandon du quartier est plus ou moins concurrent avec la perte de l'importance de Vienne, dont la population passe selon B. Helly de 25 000 à 5 000 habitants entre 250 et 350 apr. J.-C.. Le même abandon se retrouve dans de nombreuses villes en Gaule Narbonnaise de l'époque. Les bâtiments font rapidement office de carrières de pierres.

#### Le Bourg
Le quartier du Bourg est situé entre la voie de Narbonnaise et le Rhône ; il se trouve dans le prolongement du pont sud de Vienne (route D502) et a donc un accès direct à la ville,.
Des travaux menés d'avril 2017 à janvier 2018 y ont mis au jour un site de 7 000 m2 comprenant des espaces publics, des maisons luxueuses (domus), des immeubles de rapport et des espaces artisanaux (production et vente).
Ier siècle apr. J.-C.
- État 1-2

Dès la fin du règne d'Auguste, vers 10-15 apr. J.-C., un grand horreum (entrepôt) s'ouvre sur les quais du Rhône avec à l'arrière un espace ouvert bordé de portiques. Dans le même temps, une insula (immeuble de rapport) est construite le long de la Narbonnaise. Ses six cellules larges d'environ 5,50 m ouvrent toutes sur la voie ; elles sont elles-mêmes divisées en trois ou quatre pièces successives desservies par un couloir. Au rez-de-chaussée, elles servent d'unités de production ou / et de vente ; à l'étage ce sont des habitations d'une superficie moyenne de 80 m2, accessibles par un escalier indépendant donnant sur la place de marché. Sous cette place, des éléments de plomberie en bois raccordés au plomb amènent l'eau aux divers appartements. 

Ces boutiques de l'insula semblent toutes avoir la même activité artisanale au même moment, créant ainsi une insula spécialisée dans une activité particulière. Elles changent d'occupation régulièrement et au même moment. Ces espaces multifonctions de la fin du règne d'Auguste sont régulièrement reconstruits, toujours plus ou moins sur le même plan. Ils perdurent jusqu'à la fin de l'occupation antique du site.
- État 3

Au milieu du Ier siècle apr. J.-C., sous Claude (41 à 54) et Néron (54 à 68), l'entrepôt et l'espace arrière sont remplacés par une grande place de marché de 2 500 m2 entourée d'un portique. À l'arrière du portique s'alignent au moins trois rangées de boutiques, toujours destinées à la production et à la vente. Au centre de la place se trouve un bassin d'agrément ; un réseau hydraulique est installé pour nettoyer et drainer la place. Les nombreuses monnaies et des poids de balance en plomb retrouvés sur cette place attestent d'une activité économique intense, peut-être fréquentée aussi par des marchands itinérants. Au Ier siècle cet espace est considérablement agrandi par des boutiques de denrées alimentaires et ateliers du travail du métal.[réf. nécessaire] 

La maison des Bacchantes date aussi de cette période. C'est une riche domus d'une trentaine de pièces, sur une superficie de 900 m, organisée autour d'un péristyle entouré de galeries ouvertes donnant sur un jardin avec un bassin. Elle a livré de nombreuses mosaïques de qualité.
- Premier incendie

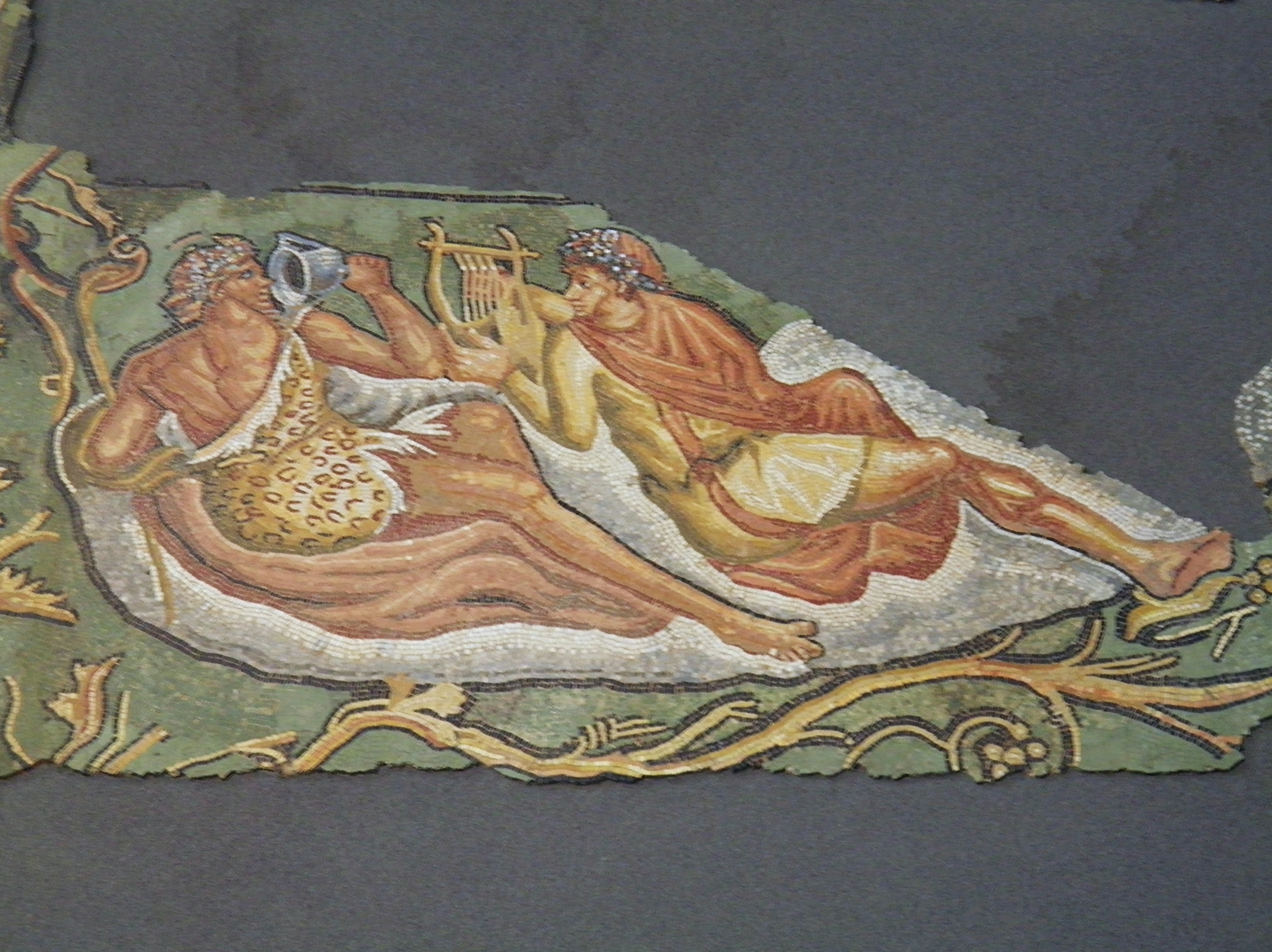
Mosaïque de Lycurgus : Bacchus et Silène assistant au châtiment de Lycurgus,.

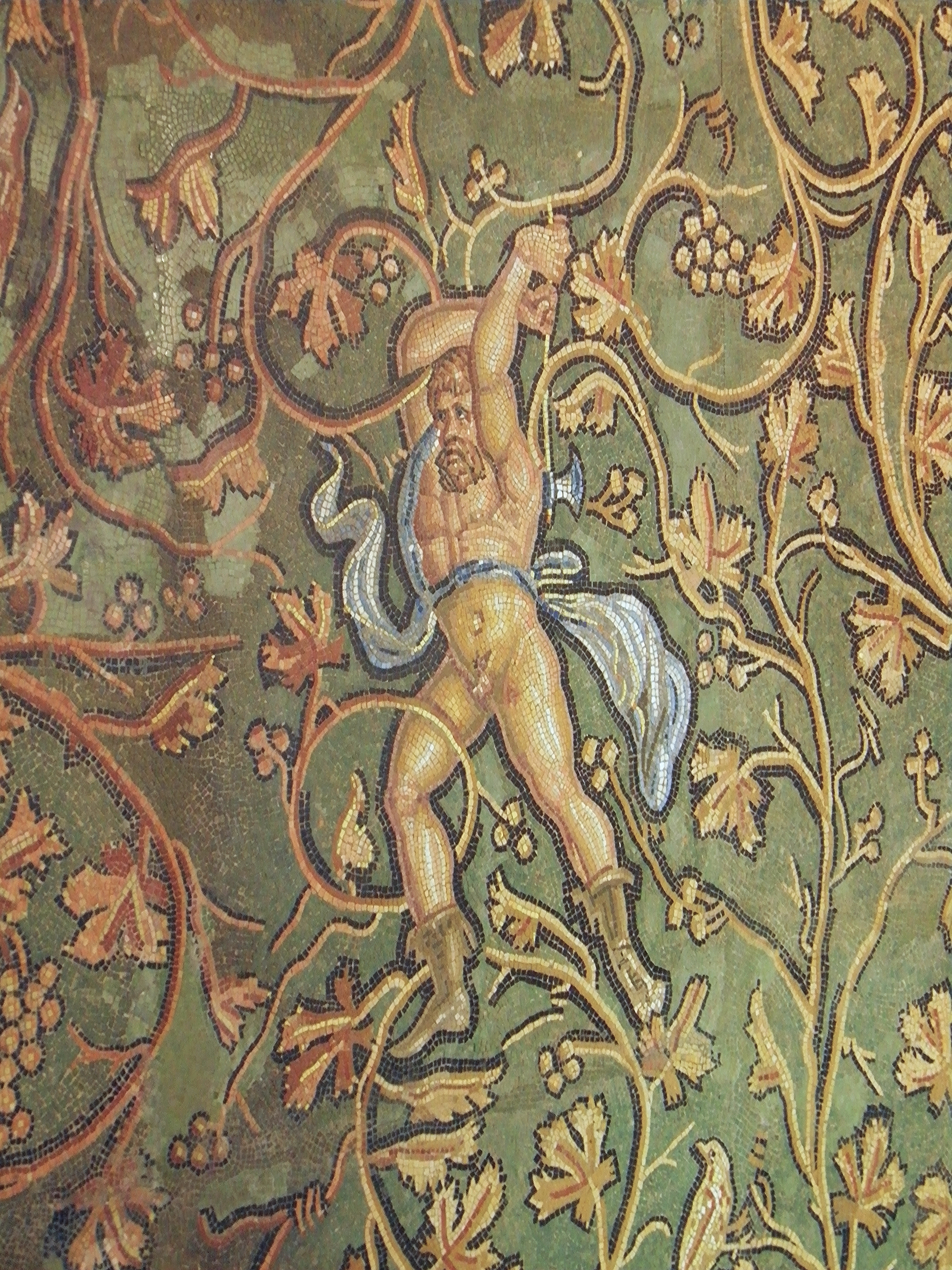
Mosaïque de Lycurgus : Lycurgus luttant contre la vigne

En l'an 69 un premier incendie contraint les habitants à quitter les lieux, laissant derrière eux la « petite Pompéi viennoise »,,,.
IIe siècle
- État 4

Au IIe siècle apr. J.-C. un nouveau complexe monumental public de 7 000 m2 le long du Rhône remplace la place de marché. Il est centré sur une grande place ornée d'une fontaine monumentale avec en son centre des groupes statuaires. Ce complexe est bordé de basiliques à deux nefs revêtues de marbre.
Cet ensemble est en lien avec une domus : la maison de Thalie, qui date de la même période.

Mosaïque au rafraîchissoir, Sainte-Colombe
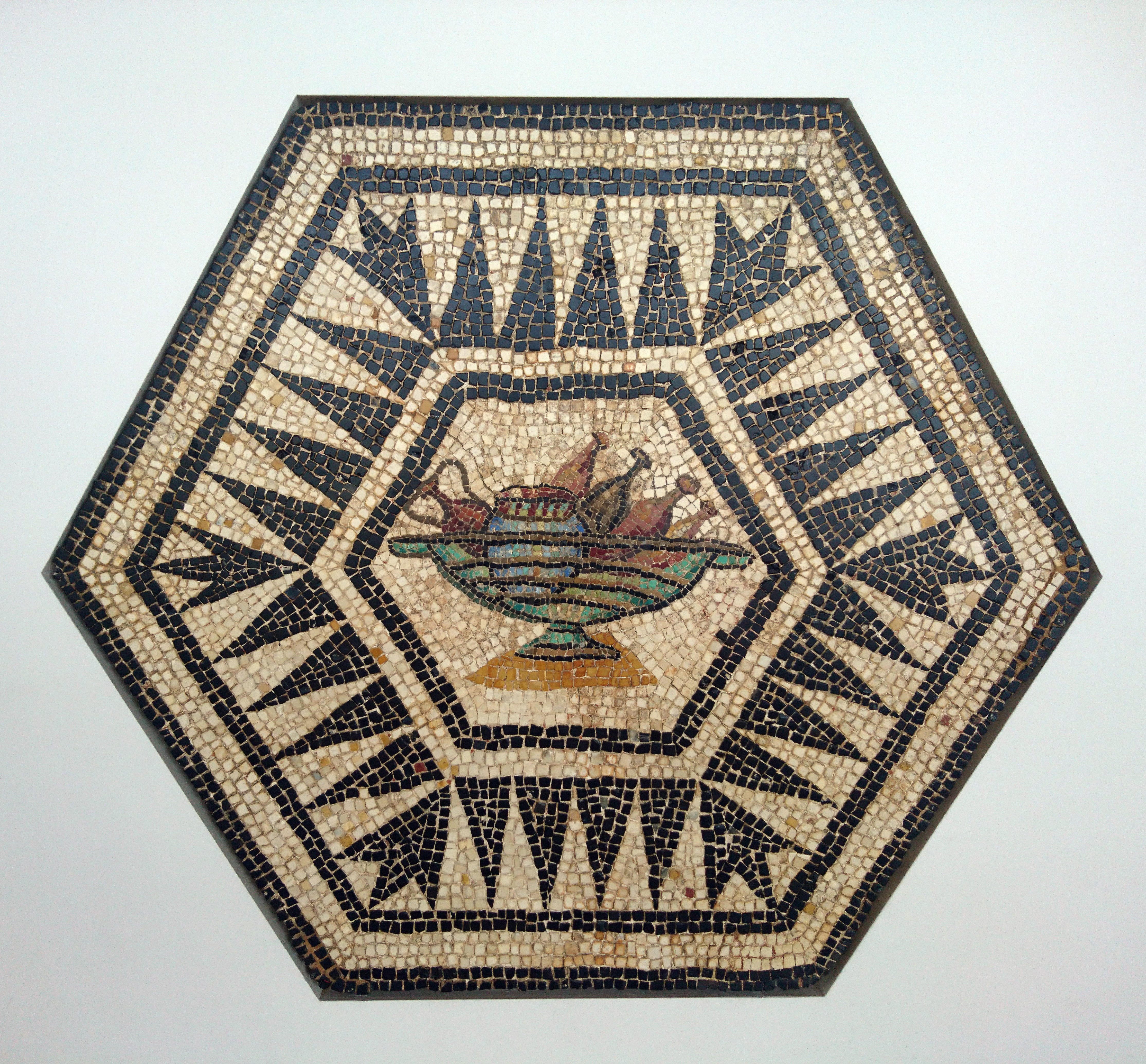
« Mosaïque au rafraîchissoir » : le rafraîchissoir.
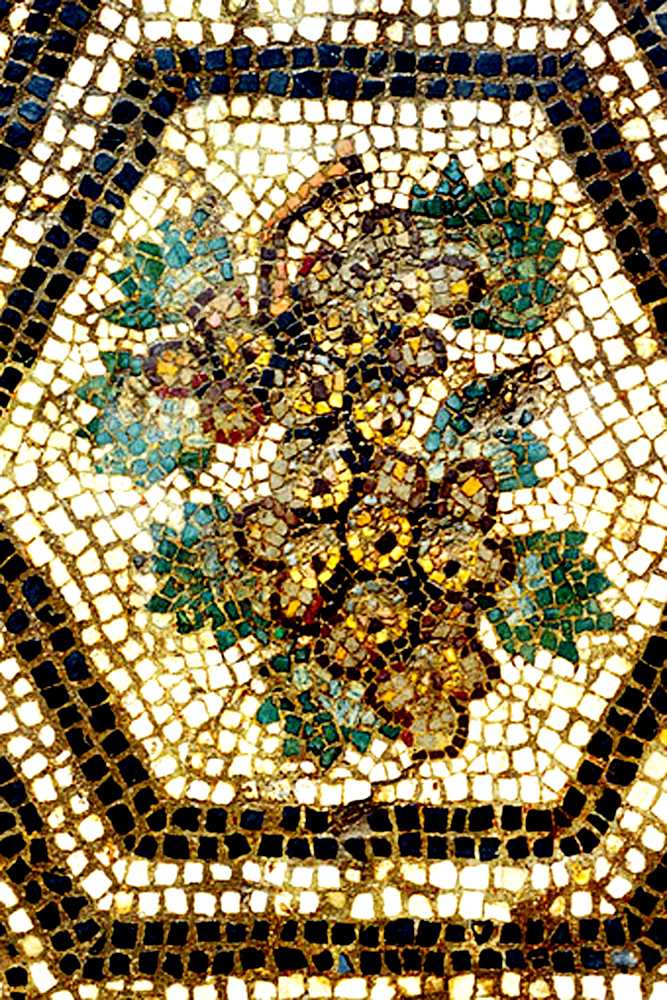
Élément de la mosaïque au rafraîchissoir.
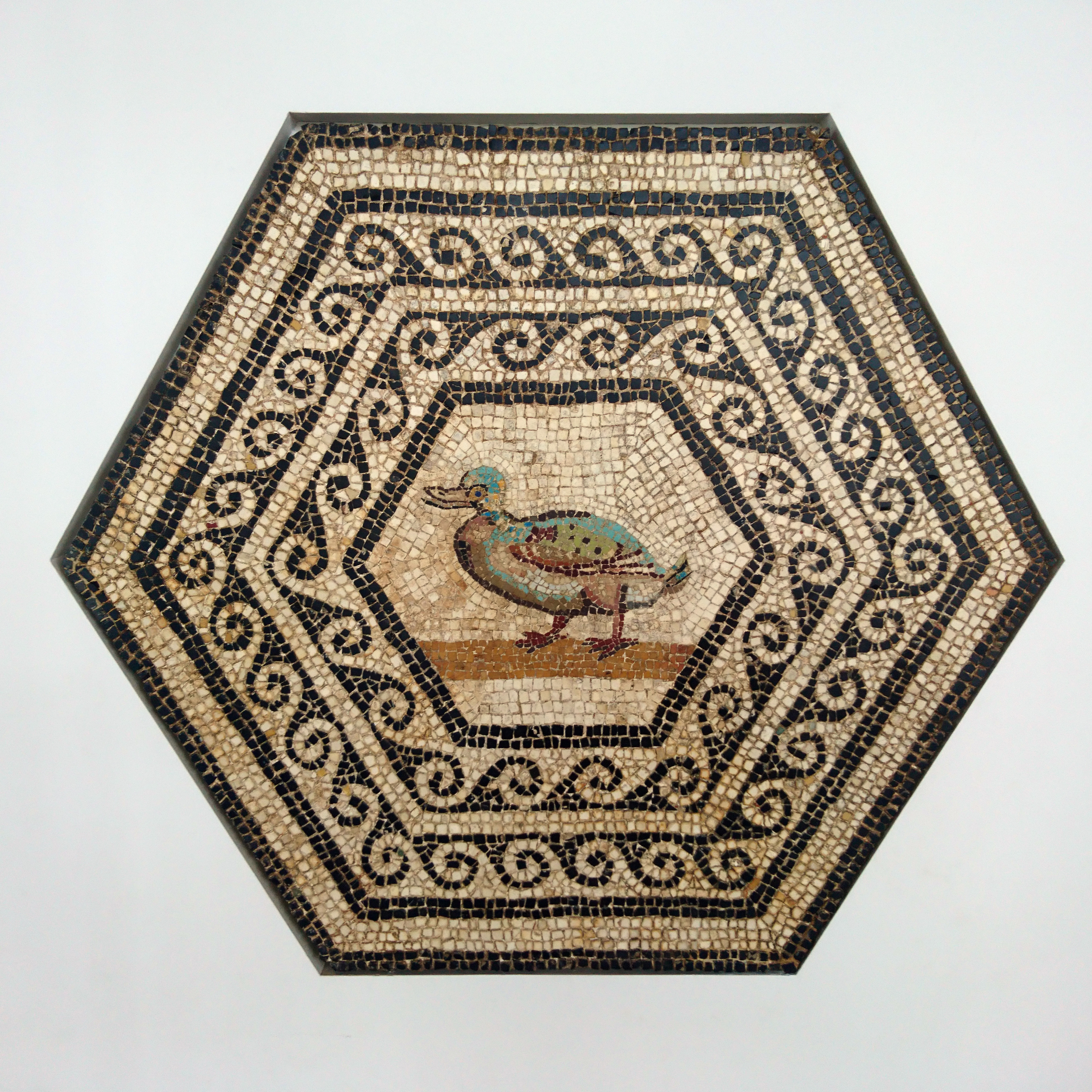
Le canard

IIIe siècle
- État 5

Comme pour le site des Petits Jardins et pour les mêmes raisons, le Bourg décline avec le repli de Vienne et est abandonné, de même que de nombreuses villes de l'époque en Gaule Narbonnaise.
Après son abandon, le site est occupé de manière irrégulière et temporaire. Cette période a laissé les vestiges d'un atelier de faux-monnayeur établi dans les ruines de la maison des Bacchantes.
IVe – Ve siècles
- État 6

Au IVe siècle un grenier sur plancher avec vide sanitaire s'implante dans la partie nord-ouest de l'édifice public construit en bordure du Rhône au IIe siècle. Ce grenier semble rattaché à une domus plus au nord, à l'extérieur de l'emprise de la fouille.
Début du Moyen Âge
- État 7-8

La dernière trace d'occupation du site est celle d'une nécropole du Haut Moyen Âge, avec une quarantaine de sépultures.

### XVIIIesiècle
Au cours de la Révolution française, la commune porte temporairement le nom de Colombe-lès-Vienne.

## Héraldique
| Armes | Les armes de Sainte-Colombe se blasonnent ainsi : « Écartelé d'argent et d'azur ; sur le tout de sinople à la colombe d'argent volant vers senestre tenant dans son bec un rameau d'or. » |

## Politique et administration
| Période                                  | Période  | Identité         | Étiquette | Qualité |
| ---------------------------------------- | -------- | ---------------- | --------- | ------- |
| 1885                                     | 1888     | E.-J. Savigné    |           |         |
| 1906                                     | 1908     | Henri Galland    |           |         |
| 1908                                     | 1919     | Louis Constantin |           |         |
| 1919                                     | 1943     | Edmond Coste     |           |         |
| 1943                                     | 1945     | Louis Chaumartin |           |         |
| 1945                                     | 1959     | Victor Vallon    |           |         |
| 1959                                     | 1967     | Aimé Ruf         |           |         |
| 1967                                     | 1971     | Pierre Pinet     |           |         |
| 1971                                     | 1977     | Jules Roux       |           |         |
| 1977                                     | 1988     | Pierre Pinet     |           |         |
| 1989                                     | 1995     | Emmanuel Romian  |           |         |
| 1995                                     | 2020     | André Masse      | SE        |         |
| 2020                                     | En cours | Marc Deleigue    |           |         |
| Les données manquantes sont à compléter. |          |                  |           |         |

## Démographie
L'évolution du nombre d'habitants est connue à travers les recensements de la population effectués dans la commune depuis 1793. Pour les communes de moins de 10 000 habitants, une enquête de recensement portant sur toute la population est réalisée tous les cinq ans, les populations de référence des années intermédiaires étant quant à elles estimées par interpolation ou extrapolation. Pour la commune, le premier recensement exhaustif entrant dans le cadre du nouveau dispositif a été réalisé en 2008.

En 2022, la commune comptait 1 994 habitants, en évolution de +3,21 % par rapport à 2016 (Rhône : +3,93 %, France hors Mayotte : +2,11 %).
| 1793 | 1800 | 1806 | 1821 | 1831 | 1836 | 1841 | 1846 | 1851 |
| ---- | ---- | ---- | ---- | ---- | ---- | ---- | ---- | ---- |
| 650  | 641  | 685  | 731  | 720  | 727  | 654  | 657  | 709  |

| 1856 | 1861 | 1866 | 1872 | 1876 | 1881 | 1886  | 1891  | 1896  |
| ---- | ---- | ---- | ---- | ---- | ---- | ----- | ----- | ----- |
| 622  | 692  | 736  | 749  | 866  | 873  | 1 011 | 1 163 | 1 192 |

| 1901  | 1906  | 1911  | 1921  | 1926  | 1931  | 1936  | 1946  | 1954  |
| ----- | ----- | ----- | ----- | ----- | ----- | ----- | ----- | ----- |
| 1 217 | 1 370 | 1 453 | 1 570 | 1 645 | 1 716 | 1 689 | 1 539 | 1 715 |

| 1962  | 1968  | 1975  | 1982  | 1990  | 1999  | 2006  | 2008  | 2013  |
| ----- | ----- | ----- | ----- | ----- | ----- | ----- | ----- | ----- |
| 1 881 | 1 862 | 1 722 | 1 580 | 1 560 | 1 808 | 1 911 | 1 935 | 1 868 |

| 2018  | 2022  | - | - | - | - | - | - | - |
| ----- | ----- | - | - | - | - | - | - | - |
| 1 886 | 1 994 | - | - | - | - | - | - | - |

## Lieux et monuments

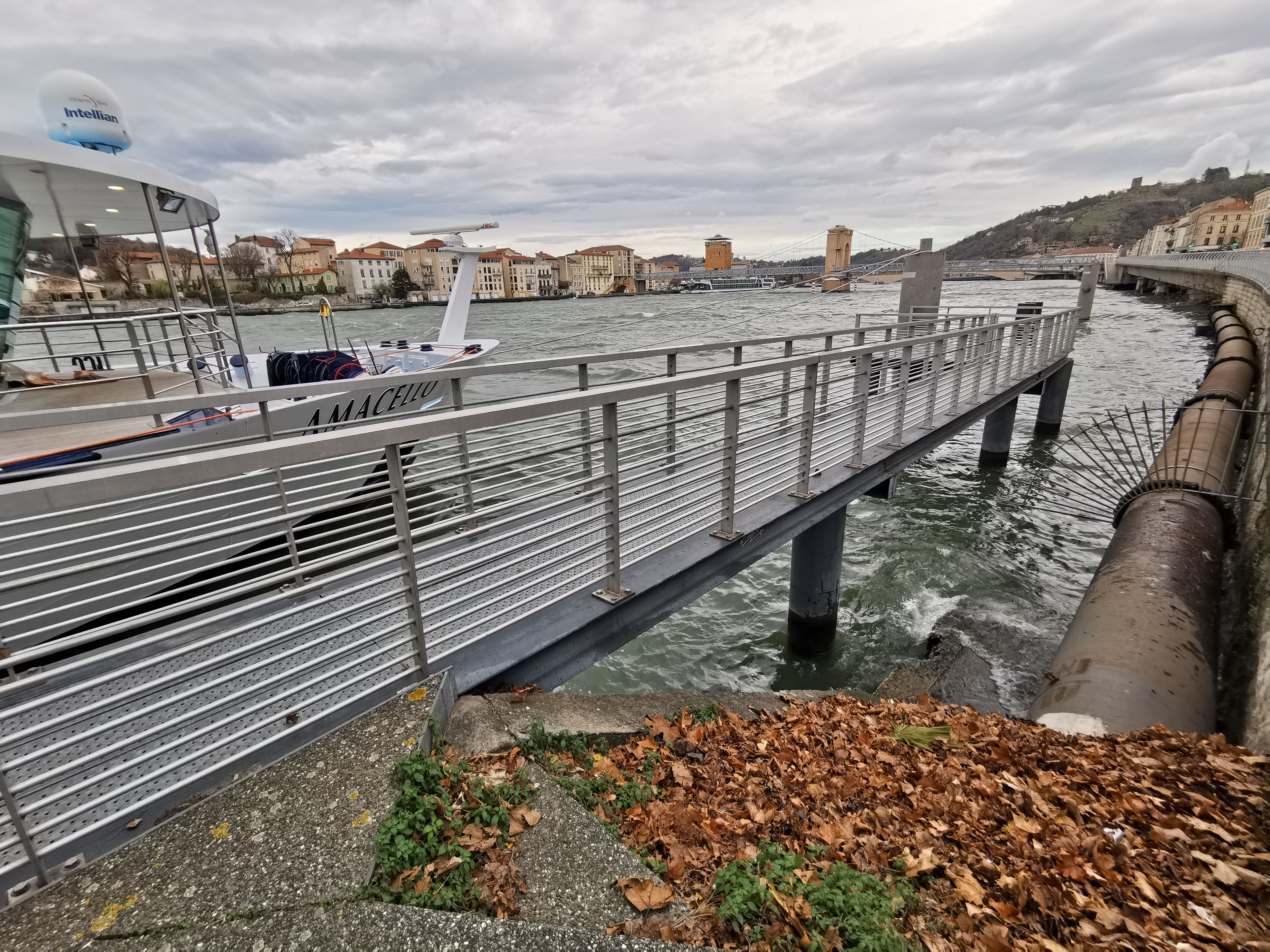
Sainte-Colombe-lès-Vienne lors d'un mistral

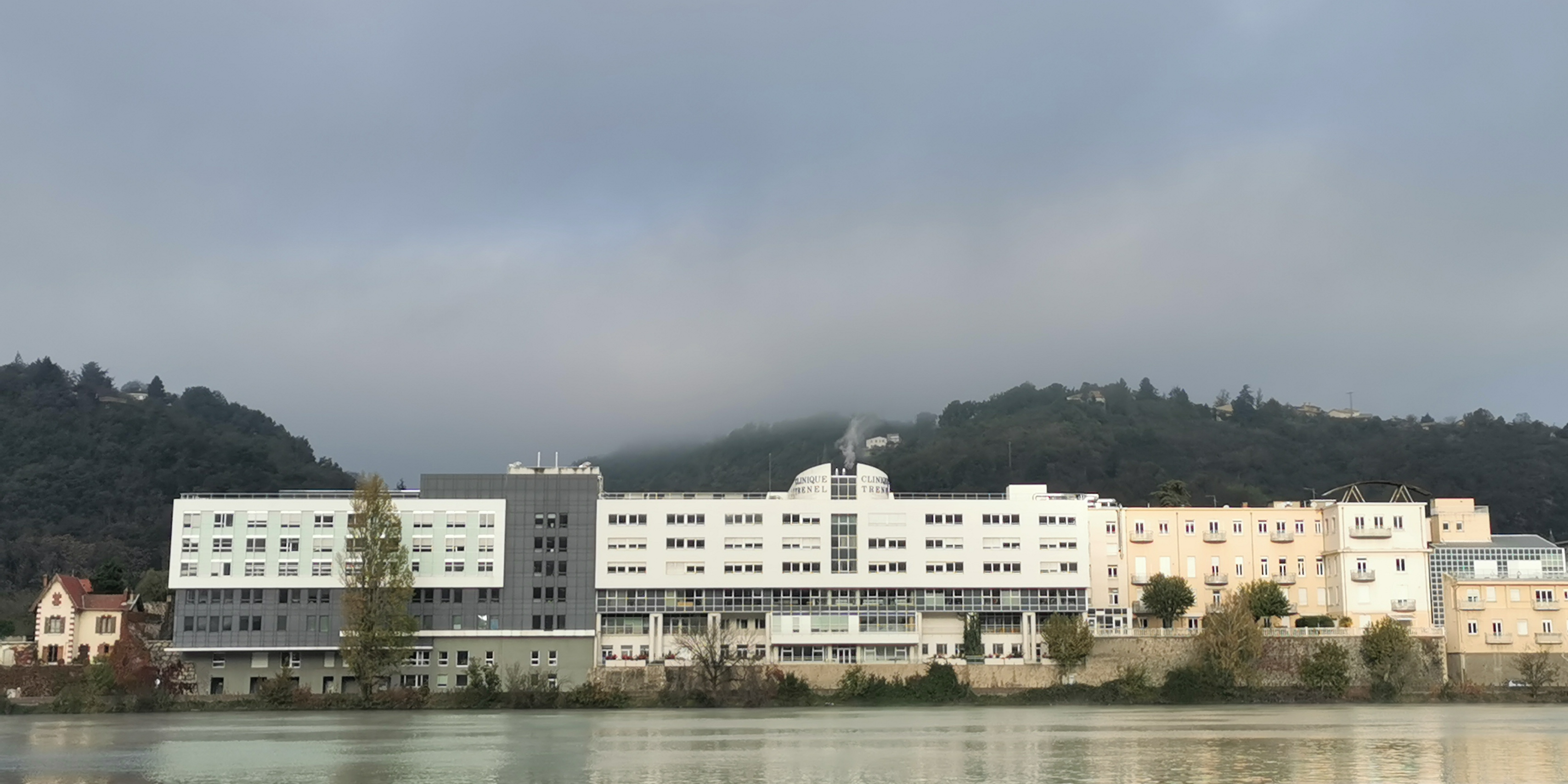
Clinique Trenel

- La Maison de Thalie, domus édifiée au cours du IIe siècle de notre ère, se développe sur 1 200 m2 avec trois jardins comportant bassins et fontaines en marbre. De nombreuses mosaïques recouvrent les sols des différentes pièces, ainsi qu'un pavage de marqueterie de marbres de différentes couleurs provenant du monde méditerranéen.
- La Maison des Bacchantes, villa du Ier siècle, détruite par un incendie au début du IIIe siècle, composée d'une trentaine de pièces toutes richement décorées couvrant une superficie de 900 m2. L'ensemble de mosaïques date de la période flavienne.
- La tour des Valois, bâtie en 1343, est inscrite aux monuments historiques depuis 1919[48].
- L'ancien couvent des franciscains, également nommés cordeliers[49], est rénové entre 1663 et 1681. En demeurent aujourd’hui l’église et le cloître.
- La passerelle : ce pont sur le Rhône, construit par les frères Seguin et ouvert à la circulation le 14 mai 1829, relie Sainte-Colombe à Vienne.

## Personnalités liées à la commune
- Victor Faugier (1801-1867), ancien maire de Vienne et ancien député de l'Isère y est né.
- Alfred Pillafort (1905-1942), militaire, résistant et compagnon de la Libération y a passé une partie de sa jeunesse.
- René Cotton (1917-1971), pilote automobile.
- Gilles Delaigue (né en 1949), ancien international français de rugby à XV et père de Yann Delaigue y est né.
- Alain Decortes (né en 1952), auteur de romans policiers, y est né.
- Didier Christophe (né en 1956), ancien footballeur international français, devenu entraîneur, y est né.

### Jumelages
Sainte-Colombe est jumelée avec :
- Rudiano (Italie).